# Meble kolbuszowskie

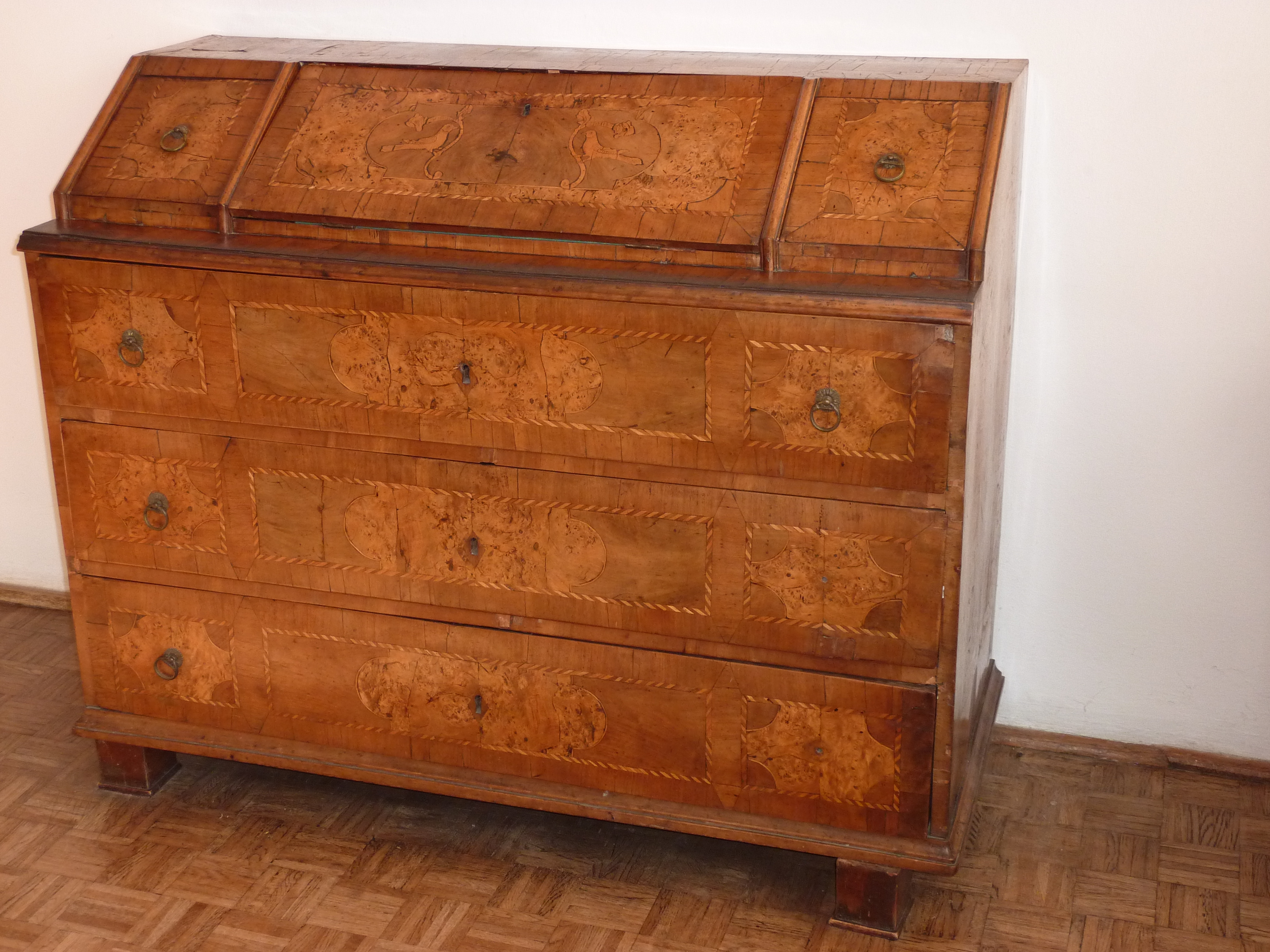
Kolbuszowska sekretera, tzw. praska-biurko

Meble kolbuszowskie – polskie meble wyrabiane począwszy od połowy XVIII w. w Kolbuszowej, cieszące się popytem w kraju (przede wszystkim praski). 
Starannie wykonane i fornirowane, zdobione były intarsjami o motywach ramek, gwiazd, kwiatów, a także ornamentyką wstęgowo-cęgową, geometryczną i figuralną. Najczęściej stosowano jako materiał jasny orzech, ale także dębinę, jawor, gruszę, rzadziej jabłoń, w które obfitowała Kotlina Sandomierska. Formy stylowe mebli kolbuszowskich zależne były od tendencji panujących w rzemiośle europejskim, miały one jednak wybitny charakter rodzimy, wskazujący na związki ze zdobnictwem ludowym Małopolski. Najpopularniejsze meble kolbuszowskie to meble w stylu barokowym, które obok mebli gdańskich były najpowszechniejszymi w polskich domach (wyposażyły one m.in. Pałac Biskupów Krakowskich w Kielcach i Zamek w Szydłowcu). Kolbuszowa jako ośrodek produkcji mebli była najbardziej żywotna do 1. poł. XIX w. Tradycje meblarstwa kolbuszowskiego są wznawiane w celu ratowania ginących zawodów i rzemiosł.